# Територія розселення лужичан

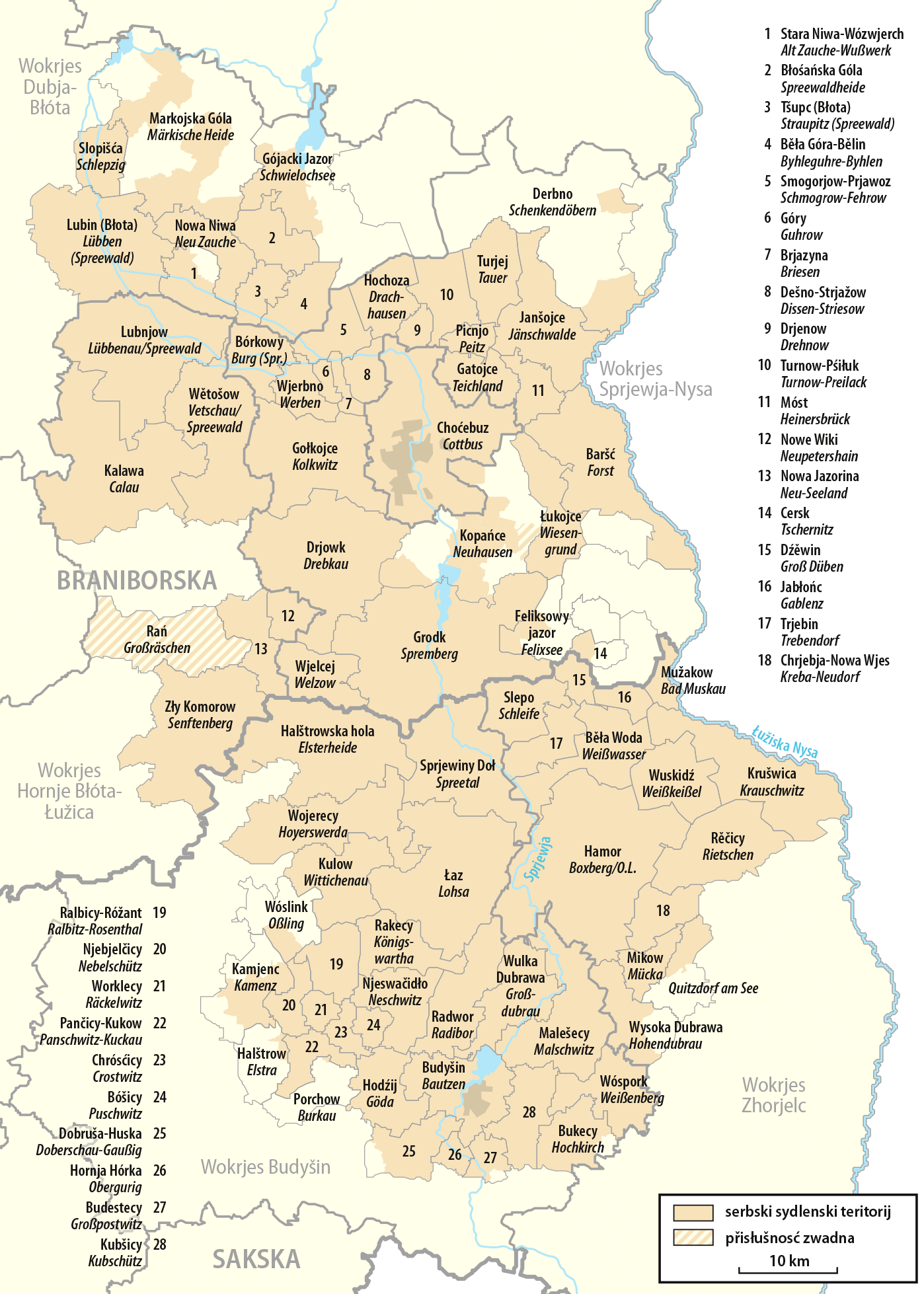

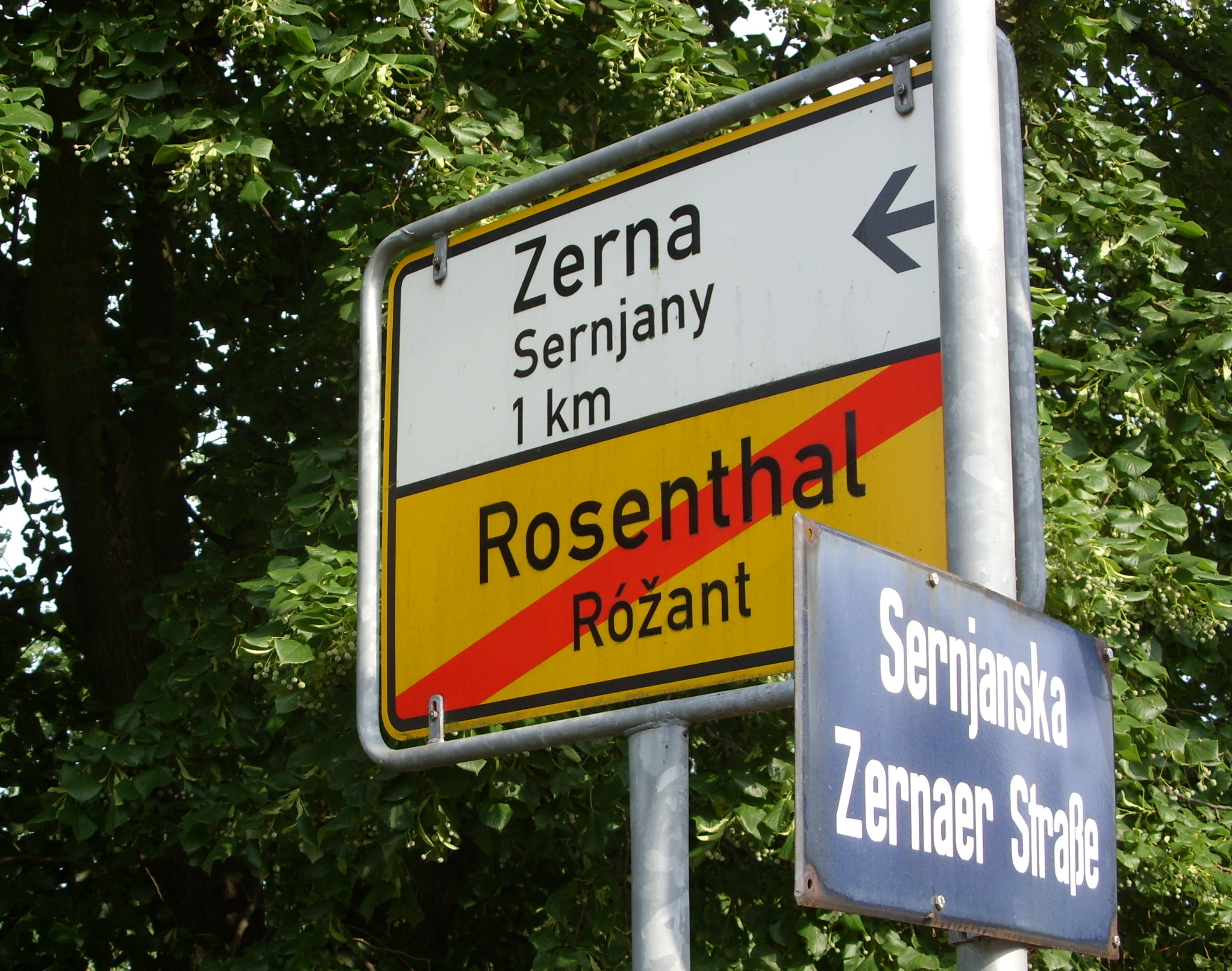
Дорожній вказівник

Територія розселення лужичан (в. -луж.  Serbski sydlenski rum, н. -луж.  Serbski sedlišćowy teritorium, нім. Sorbisches Siedlungsgebiet Sorbisches Siedlungsgebiet) — офіційно визнана урядами федеральних земель Саксонія і Бранденбург територія, на якій лужичани визнані корінним народом. Розташовуючись на сході федеральної землі Саксонії і на півдні федеральної землі Бранденбург, територія розселення лужичан є частиною історичної Лужиці, яка в минулі століття піддавалася германізації та асиміляції.
Територія розселення лужичан має федеральний статус «Традиційне районне поселення» (нім. angestammte Siedlungsgebiet), який визначається федеральними законами Німеччини. Межі «території розселення лужичан» значною мірою визначені на основі статистичного дослідження лужицького вченого і редактора Арношта Чорниці «Die Entwicklung der sorbischen Bevölkerung», виданого в 1956 році.
У федеральній землі Саксонія Територія розселення лужичан регулюється законом «Про права лужичан в Саксонії» (Gesetz über die Rechte der Sorben im Freistaat Sachsen) від 31 березня 1999 року. Саксонський закон «Про права лужичан в Саксонії» проголошує намір зберігати і захищати традиційну культуру лужичан на цій території.
На відміну від саксонського варіанту, бранденбурзький закон «Про права лужицьких сербів (вендів)» (Gesetz zur Ausgestaltung der Rechte der Sorben (Wenden) від 7 липня 1994 року визначає автохтонне населення території як «громади, які хочуть належати до лужицького населення і мають безперервну мовну і культурну спадкоємність з лужицької традицією, яка збереглася до нашого часу». Дане формулювання закону критикують захисники національних меншин і представники лужицького населення, які говорять, що деяким лужичанам важко довести свою приналежність до лужицького народу через багатовікове національне гноблення і асиміляції.
Відповідно до законів «Про права лужичан в Саксонії» та «Про права лужицьких сербів (вендів)» місцеві муніципалітети несуть відповідальність за збереження, розвиток лужицьких мов і заохочення лужицької культури, встановлення двомовної офіційної інформації на дорожніх знаках, громадських і державних установах.
На даний час більшість лужицького населення у Верхній Лужиці проживає між містами Баутцен, Каменц і Хайерсверда і в п'яти католицьких комунах Гёда, Нешвіц, Пушвіц і Віттіхенау. На цій території Лужицьке населення становить більшість і тут верхньолужицька мова використовується в різних сферах його вживання. У Нижній Лужиці більшість лужичан проживають в комунах Пайц і Шпревальд.

## Адміністративно-територіальний поділ
На даний час Лужицька поселенська область включає наступні муніципалітети або їх частини:
Саксонія
- Район Бауцен :

Вайсенберг, Віттіхенау, Бауцен, Буркау (крім населеного пункту Нойхоф ), Геда, Добершау-Гауссіг (крім населених пунктів Коссерн і Наундорф ), Гросдубрау, Гроспоствіц (крім населеного пункту Ойловіц ), Каменц, Кроствіц, Кенігсварта, Кубшюц, Лоза, Мальшвіц, Небельшюц, Нешвіц, Обергуріг, Ослінг (тільки населений пункт Мільстріх), Паншвіц-Кукау, Пушвіц, Радібор, Ральбіц-Розенталь, Рекельвіц, Гоєрсверда, Гохкірхе (крім населеного пункту Брайтендорф ), Шпреталь, Ельстра (тільки населений пункт Кріпіц), Ельстергайде
- Район Герліц :

Бад-Мускау, Боксберг, Габленц, Грос-Дюбен, Гоендубрау (крім населених пунктів Грос-Радиш, Ерхвітц, Трена ), Краушвіц, Кребо-Нойдорф, Мюка, Квіцдорф-ам-Зе (крім населених пунктів Хорша і Петерсхайн), Річен, Требендорф, Вайскайсель і Вайсвассер.
Бранденбург
- Місто Котбус ;
- Район Шпре-Найсе :

Бург, Брізен, Діссен-Штрізов, Драхгаузен, Дребкау, Дренов, Феліксзе (крім населеного пункту Блойсдорф), Форст (тільки населений пункт Хорн), Гуров, Гайнерсбрюк, Хорнов-Вадельсдорф, Єншвальде, Кольквіц, Пайц, Шмогров-Феров, Шпремберг, Тауер, Тайхланд, Турнов-Прайлак, Вельцов (тільки населений пункт прошу), Вербен і Візенгрунд ;
- Район Даме-Шпревальд :

Білегуре-Білен, Люббен, Ной-Цаухе і Штраупіц ;
- Район Верхній Шпревальд-Лаузіц :

Калау, Люббенау і Фечау.